# Tour de Fyen
O Tour de Fyen é uma corrida ciclista de um dia dinamarquesa disputada nas ilha de Fionia. Criada em 1894, faz parte do UCI Europe Tour desde 2015, em categoria 1.2 até 2017 e 1.1 desde 2018.

## Palmarés

### Edições amador
| - 1894 : H. A. Gregersen - 1895 : Knud Mortensen - 1896 : J. P. Andersen e Knud Mortensen - 1897 : Henrik Henriksen - 1898 : Ou. Wahlquist - 1899 : Ou. Jensen - 1900 : Hans Nielsen - 1901 : H.P. Larsen - 1902 : H.P. Larsen - 1903 : Carl Andreasen - 1904 : H.P. Hansen - 1905 : Ernst Jensen - 1906 : H.P. Larsen - 1907 : Ernst Jensen - 1908 : Godtfred Hegelund Olsen - 1909 : Não se disputou - 1910 : F. Rosted - 1911 : Niels Poulsen - 1912 : Johan Jensen - 1913 : Carl Andreasen - 1914-22 : Não se disputou - 1923 : Svend Aage Johansen - 1924 : Hans Eriksen - 1925 : Erik Eloe Andersen - 1926 : Eigil Jensen - 1927 : Henry-Peter Hansen - 1928 : Orla Jørgensen - 1929 : Oluf Clausen - 1930 : Henry-Peter Hansen - 1931 : Valdemar Christiansen | - 1932 : Não se disputou - 1933 : Arthur Johansen - 1934 : Não se disputou - 1935 : Arthur Johansen - 1936 : Arthur Johansen - 1937 : Emanuel Hansen - 1938 : Bent A. Madsen - 1939 : Georg Sørensen - 1940 : Frode Sørensen - 1941 : Rudolf Rasmussen - 1942 : Christian Pedersen - 1943 : Georg Sørensen - 1944 : Christian Pedersen - 1945 : Tor Mikkelsen - 1946 : Rudolf Rasmussen - 1947 : Viggo Hansen - 1948 : Bent A. Nielsen - 1949 : Poul Dideriksen - 1950 : Evert Larsson - 1951 : Stig Nedergaard - 1952 : Leif Johannes Nielsen - 1953 : Helmuth Hansen - 1954 : Jørgen Frank Rasmussen - 1955 : Leif Lund Nielsen - 1956 : Bendy Pedersen - 1957 : Bendy Pedersen - 1958 : Mogens Tvilling - 1959 : Poul Nielsen - 1960 : Knud Enemark - 1961 : Leif Larsen - 1962 : Jens Peter Ilsøe | - 1963 : Jens Peter Ilsøe - 1964 : Ole Højlund - 1965 : Jens Andersen - 1966 : Johnny Knudsen - 1967 : Johnny Knudsen - 1968 : Verner Blaudzun - 1969 : Verner Blaudzun - 1970 : Não se disputou - 1971 : Jørgen Schmidt - 1972 : René Dillen - 1973-76 : Não se disputou - 1977 : Henning Jørgensen - 1978 : Jan Høegh - 1979 : Jon Rangfred Hansen - 1980 : Eigil Sørensen - 1981 : René Byrgesen - 1982 : René Byrgesen - 1983 : Michael Markussen - 1984 : Niels Ole Hald - 1985 : Kim Kronborg - 1986 : Vagn Scharling - 1987 : Benny Pedersen - 1988 : Vagn Scharling - 1989 : Benny Pedersen - 1990 : Claus Michael Holm - 1991 : Magnus Knutsson - 1992 : Kim Marcussen - 1993 : Kim Marcussen - 1994 : Marc Strange Jacobsen - 1995 : Johan Fagrell |

### Edições profissionais
| Ano  | Vencedor               | Segundo              | Terceiro                 |           |
| ---- | ---------------------- | -------------------- | ------------------------ | --------- |
| 1996 | Michael Sandstød       | Tayeb Braikia        | Kim Marcussen            |           |
| 1997 | Michael Steen Nielsen  | Tayeb Braikia        | Nicolaj Bo Larsen        |           |
| 1998 | Brian Walton           | Svein Gaute Hølestøl | Allan Johansen           |           |
| 1999 | Nicolaj Bo Larsen      | Allan Johansen       | Bjarke Nielsen           |           |
| 2000 | Morten Sonne           | Michael Skelde       | Michael Johansen         |           |
| 2001 | Nicolaj Bo Larsen      | Jimmy Hansen         | Jacob Gram Nielsen       |           |
| 2002 | Jacob Moe Rasmussen    | Jakob Piil           | Allan Bo Andresen        |           |
| 2003 | Jacob Moe Rasmussen    | Lars Bak             | Michael Skelde           |           |
| 2004 | Jacob Moe Rasmussen    | Allan Johansen       | Jonas Holmqvist          |           |
| 2005 | Jacob Moe Rasmussen    | Lasse Bøchman        | Morten Ryberg Gottlieb   |           |
| 2006 | Alex Rasmussen         | Jacob Moe Rasmussen  | Thomas Kristiansen       |           |
| 2007 | Michael Berling        | Roger Kluge          | Thomas Guldhammer        |           |
| 2008 | Lars Ulrich Sørensen   | Sebastian Balck      | Jacob Moe Rasmussen      |           |
| 2009 | Daniel Foder           | Kasper Jebjerg       | Nikola Aistrup           |           |
| 2010 | Jens-Erik Madsen       | Rasmus Guldhammer    | Pim De Beer              |           |
| 2011 | Michael Mørkøv         | Michael Reihs        | Jesper Hansen            |           |
| 2012 | Angelo Furlan          | Kristian Haugaard    | Arie den Hartog          |           |
| 2013 | Asbjørn Kragh Andersen | Daniel Foder         | Jesper Odgaard Nielsen   |           |
| 2014 | Kasper Klostergaard    | Mads Pedersen        | Mark Sehested Pedersen   |           |
| 2015 | Andreas Vangstad       | Alexander Kamp       | Yoeri Havik              |           |
| 2016 | Mads Pedersen          | Audun Brekke Fløtten | Adriaan Janssen          |           |
| 2017 | Audun Brekke Fløtten   | Casper Pedersen      | Syver Wærsted            |           |
| 2018 | Mads Pedersen          | Michael Mørkøv       | Bas van der Kooij        |           |
| 2019 | Rasmus Quaade          | Nicklas Pedersen     | Mattias Skjelmose        |           |
| 2020 | cancelado              | cancelado            | cancelado                | cancelado |
| 2021 | Niklas Larsen          | Rasmus Bøgh Wallin   | Kasper Andersen          |           |
| 2022 | Mads Pedersen          | Elmar Reinders       | Sebastian Kolze Changizi |           |
| 2023 | Carl-Frederik Bévort   | Nicklas Pedersen     | Alexander Salby          |           |
| 2024 | Lasse Norman Hansen    | Mads Würtz           | Tobias Aagaard Hansen    |           |

## Palmarés por países
| País      | Vitórias |
| --------- | -------- |
| Dinamarca | 103      |
| Noruega   | 3        |
| Suécia    | 2        |
| Itália    | 1        |
| Canadá    | 1        |
| Bélgica   | 1        |